# Mario Monti
Mario Monti (n. 19 martie 1943) este un economist italian, care a fost prim-ministru al Italiei din noiembrie 2011 până în 2013.

## Cariera politică
Monti a fost comisar european din 1995 până în 2004, cu responsabilitate pentru piața internă, servicii, vamă și impozitare din 1995 până în 1999, iar apoi pentru concurență din 1999 până în 2004. A fost, de asemenea, rector și președinte al Universității Bocconi. A fost numit senator pe viață în Senatul italian la data de 9 noiembrie 2011, și la scurt timp după a fost invitat de către președintele Giorgio Napolitano să conducă un nou guvern tehnocrat, ca urmare a demisiei lui Silvio Berlusconi. Este consilier principal la Goldman Sachs.. În decembrie 2012 și-a dat demisia din fruntea guvernului pentru a permite desfășurarea alegerilor din 25 februarie 2013.